# Aloe latens
Aloe latens ist eine Pflanzenart der Gattung der Aloen in der Unterfamilie der Affodillgewächse (Asphodeloideae). Das Artepitheton latens stammt aus dem Lateinischen, bedeutet ‚verborgen‘ und spielt darauf an, dass die in der dichten Vegetation verborgene Art lange unentdeckt blieb.

## Beschreibung

### Vegetative Merkmale
Aloe latens wächst stammbildend. Die zahlreichen hängenden oder niederliegenden Stämme erreichen eine Länge von bis zu 250 Zentimeter und sind 1 Zentimeter dick. Die zehn bis 20 ausgebreiteten Laubblätter sind lanzettlich. Die glänzend hellgrüne Blattspreite ist 17 Zentimeter lang und 3 Zentimeter breit. Die rötlich gespitzten Zähne am Blattrand sind 5 Millimeter lang und stehen 10 Millimeter voneinander entfernt. Der klare Blattsaft bleibt trocken klar.

### Blütenstände und Blüten
Der Blütenstand ist einfach oder weist selten einen Zweig auf. Er erreicht eine Länge von 60 Zentimeter. Die dichten, zylindrischen Trauben sind 16 Zentimeter lang und 6 bis 8 Zentimeter breit. Die verkehrt eiförmigen, spitzen Brakteen weisen eine Länge von 9 Millimeter auf und sind 6 Millimeter breit. Auf den orangefarbenen Blüten befinden sich zahlreiche weiße Flecken. Sie stehen an 18 Millimeter langen, orangefarbenen Blütenstielen. Die Blüten sind 40 Millimeter lang. Auf Höhe des Fruchtknotens weisen die Blüten einen Durchmesser von 7 Millimeter auf. Ihre äußeren Perigonblätter sind auf einer Länge von 13 Millimetern nicht miteinander verwachsen. Die Staubblätter und der Griffel ragen 2 bis 2,5 Millimeter aus der Blüte heraus.

## Systematik und Verbreitung
Aloe latens ist in Tansania auf dem Mount Meru auf steilen Seiten von Rinnen in Felskonglomeraten in einer Höhe von 1500 Metern verbreitet.
Die Erstbeschreibung durch Thomas A. McCoy und John Jacob Lavranos wurde 2007 veröffentlicht.

## Nachweise